# Oarța de Sus
Oarța de Sus – wieś w Rumunii, w okręgu Marmarosz, w gminie Oarța de Jos. W 2011 roku liczyła 581 mieszkańców.